# إياناتوم
إياناتوم (بالسومرية: 𒂍𒀭𒈾𒁺)، هو ملك سومري حكم لكش حوالي سنة 2500 ق. م، وهو أول من شكل أول إمبراطورية في التاريخ يمكن التحقق منها، واسمه الحقيقي هو «تيندو» وهو اسم سامي عموري، لذلك يُعتقد أنه ذو أصول سامية.

## توحيد سومر
إياناتوم هو حفيد أور نانشي حسب قائمة الملوك السومريين تمكن من توحيد كامل بلاد سومر وضم مدن أور ونيبور واكشاك ولارسا وأوروك التي تمكن من توحيدها قبله إينشاكوشانا ملك أوروك بعد أن هزم ابنه، أما هو فقد تمكن من ضم مملكة كيش وظلت تحت حكمه إلى أن مات، وجعل من مدينة اوما مصدرا لجمع أمواله إذ بنى هناك خزينة للاموال يدفعها سكان سومر للالهة نينا واستخدم هذه الآموال لبناء جيش كبير له.

## حملاته خارج سومر
إياناتوم وسع الحدود السومرية وضم أجزاء من عيلام و منها مدينة أز التي تقع على الخليج العربي، كما أنه زعم على التوجه إلى سوبارو في الشمال ووصل إلى مدينة ماري، لكن بعض أجزاء إمبراطوريته ثارت ضده خلال قيامه ببناء بعض المعابد والاماكن الأخرى، كما قام ببناء مدينة نينا في الشمال التي يعتقد أنها نينوى وبنى فيها بعض القنوات المائية.

## مسلة النسور
وهي مسلة موجودة حاليا في متحف اللوفر في باريس وعثر عليها في مدينة جيرسو في سنة 1881 ويبلغ ارتفاعها 180 م و عرضها 130 م وتعود هذه المسلة لحوالي سنة 2500-2400 ق م وتصور فيها انتصار ملك لكش إياناتوم على ملك اوما إيناكيل.